# Archäologische Sammlung der Universität Zürich
Die Archäologische Sammlung der Universität Zürich ist eine Sammlung von Kunst und Kunsthandwerk aus dem alten Ägypten und Mesopotamien, aus dem antiken Kleinasien, Griechenland und Italien des Instituts für Archäologie der Universität Zürich.

## Räumlichkeiten
Die Sammlung ist in der ehemaligen Augenklinik, einem Bau aus dem Jahr 1895 an der Rämistrasse unmittelbar neben dem Hauptgebäude der Universität, untergebracht. Dieses Gebäude steht seit 1956 zur Verfügung, als der «Göttergarten» im Lichthof der Universität aufgehoben wurde. In den Jahren 1979 bis 1984 wurde der Neorenaissance-Bau von Otto Weber an die musealen Bedürfnisse angepasst.

## Abgusssammlung
Nachdem eine Aufforderung aus dem Kreis der Antiquarischen Gesellschaft zur Gründung einer archäologischen Sammlung 1850 vom damaligen Erziehungsdirektor im Grundsatz positiv aufgenommen, aus finanziellen Gründen aber zurückgestellt wurde, beschlossen im Herbst 1852 Dozenten der Universität Zürich, die Einnahmen aus öffentlichen Vorträgen im Rathaus für die Gründung eines archäologischen Museums zu verwenden. Später beteiligten sich auch Dozenten des 1854 gegründeten Eidgenössischen Polytechnikums. Eine Kommission, der unter anderen Theodor Mommsen angehörte, machte Anschaffungsvorschläge für Gipsabgüsse antiker Skulpturen. 1856 waren sechsunddreissig Statuen, Reliefs und Köpfe zusammengetragen, darunter Metopen des Pantheon und des Zeustempels von Olympia, die Laokoon-Gruppe und der Apollo von Belvedere. Ein 1871 erstelltes Verzeichnis zählte bereits 234 Nummern. Aktuell umfasst die Abgusssammlung rund 1500 Repliken. Anfangs war die Sammlung in der Aula der Alten Universität untergebracht. Nach Eröffnung des Polytechnikums wurde sie ab 1865 im Antikensaal dieses Gebäudes einquartiert.

## Originalsammlung
Seit den späten 1860er Jahren wurde sukzessive eine Sammlung antiker Originalwerke aufgebaut. Diese diente als universitäre Studiensammlung, sollte gleichzeitig aber auch einem interessierten Publikum museal zugänglich gemacht werden. Der zeitliche Rahmen der Objekte erstreckt sich vom 4. Jahrtausend v. Chr. bis in die Mitte des 1. Jahrtausends n. Chr., der geographische Raum von den westlichen Mittelmeerregionen bis zum Tigris im Osten und vom Nil im Süden bis zur Krim im Norden. Höhepunkte der Sammlung sind unter anderem griechische und römische Skulpturen und Porträts, Meisterwerke griechischer Vasenkunst, antike Malerei in Form von Mumienporträts aus dem Fayyum, ein ägyptischer Holzsarg mit Mumie und die monumentalen assyrischen Reliefs aus den Königspalästen Assurnasirpals II. und Tiglatpilesers III. in Nimrud.